# فرودگاه صحرایی ایمیزون

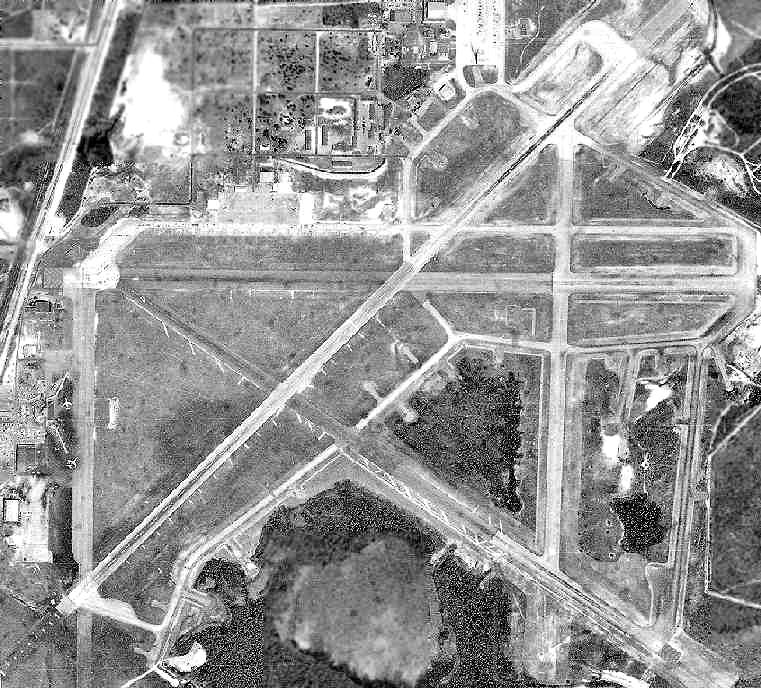
فرودگاه صحرایی ایمیزون

فرودگاه صحرایی ایمیزون (به انگلیسی: Imeson Field) یک فرودگاه است . این فرودگاه در کشور ایالات متحده آمریکا قرار دارد .